# Paspalum dasypleurum
Paspalum dasypleurum är en gräsart som beskrevs av Gustav Kunze och Étienne-Émile Desvaux. Paspalum dasypleurum ingår i släktet tvillinghirser, och familjen gräs. Inga underarter finns listade i Catalogue of Life.